# Alessandro Gamberini
Alessandro Gamberini (* 27. August 1981 in Bologna) ist ein ehemaliger italienischer Fußballspieler. Er spielte auf der Position eines Verteidigers.

## Karriere

### Im Verein
Gamberini begann seine Karriere in seiner Heimatstadt beim FC Bologna. Hier spielte er in der Folge drei Spielzeiten lang. Da er sich jedoch keinen Stammplatz erspielen konnte, wurde er zur Saison 2002/03 an Hellas Verona ausgeliehen. Nach einer Saison kehrte er zu Bologna zurück, hier blieb er weitere zwei Saisons. Am Ende der Saison 2004/05 stieg der FC Bologna in die Serie B ab, und Gamberini wechselte zu seinem aktuellen Verein AC Florenz, wo er sich trotz starker Konkurrenz einen Stammplatz ergattert hat. Zur Saison 2013/14 wurde Gamberini an den CFC Genua verliehen, seit 2014 spielt er für Chievo Verona.

### In der Nationalmannschaft
Gamberini war Junioren-Nationalspieler Italiens und nahm mit der U-21 seines Landes bei der Europameisterschaft 2004 in Deutschland teil.
Bereits 2006 wurde er erst durch Marcello Lippi und nach der Weltmeisterschaft von Roberto Donadoni in die italienische A-Nationalmannschaft berufen. Ein Einsatz wurde ihm allerdings nicht gewährt. Erst am 17. Oktober 2007 durfte er die Farben seines Teams beim 2:0-Sieg im Freundschaftsspiel gegen Südafrika auf dem Feld vertreten.
Für die Fußball-Europameisterschaft 2008 war Gamberini ursprünglich nicht nominiert. Erst eine Verletzung von Fabio Cannavaro ermöglichte ihm die spätere Berufung ins Aufgebot der Squadra Azzurra.

## Erfolge
- U-21-Europameister: 2004